# Société Sportive Malmedy 1912
Société Sportive Malmedy 1912 was een Belgische voetbalclub uit Malmedy. De club was aangesloten bij de KBVB met stamnummer 91. De club speelde nooit in de nationale reeksen.

## Geschiedenis
Reeds in 1904 was in Malmedy, dat toen nog tot Duitsland behoorde, FC Malmundaria opgericht. Die club speelde vriendschappelijke wedstrijden en groeide het volgend decennium uit. In 1912 kwam het tot onenigheid in de club en een aantal dissidenten splitsten zich af. Een nieuwe club werd opgericht, Société Sportive de Malmedy. Enige tijd later brak echter de Eerste Wereldoorlog uit.
Na de oorlog en het Vrede van Versailles werd Malmedy bij België gevoegd en in januari 1921 sloot de club zich dan ook aan bij de Belgische Voetbalbond. De club ging er in de regionale reeksen spelen. Op het eind van de jaren 30 raakte de club in financiële problemen. Verantwoordelijken van de beide clubs uit Malmedy onderhandelden en FC Malmundaria verleende financiële steun aan de Société Sportive, maar de Tweede Wereldoorlog brak uit en de club hield toch op te bestaan.